# Anacés
Anacé é um povo indígena que habita o estado do Ceará nos municípios de Caucaia e São Gonçalo do Amarante. Totalizam 380 famílias e 1270 pessoas.

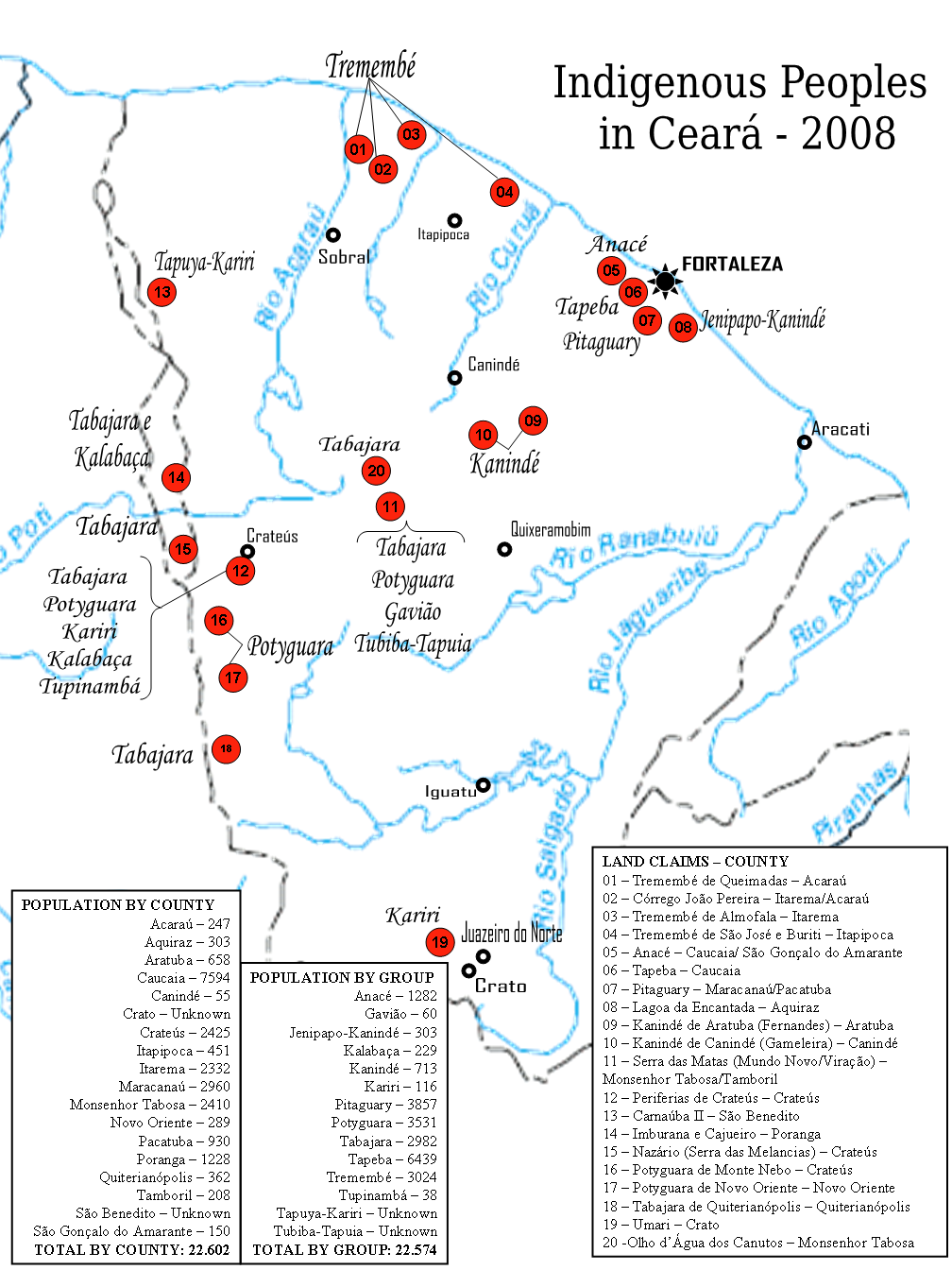
Mapa indicando a presença indígena contemporânea no Ceará. Fontes: FUNAI e FUNASA

## Aldeias
Em São Gonçalo do Amarante:  Mangabeira, Pau-Branco, Salgado, Tabuleiro Grande, Boqueirão, Currupião, Baixa das Carnaúbas, Maceió do Rafael, Torém, Área Verde, Lagoa Amarela, Jereraú, Tocos, Chave, Oiticica, Tapuio, Siupés, Bolsos. E em Caucaia: Matões, Japuara e Santa Rosa.

## Movimento Indígena
Durante a Assembléia dos Povos Indígenas no Ceará de 2006, realizada na aldeia Nazário - Crateús, o povo Anacé, junto aos Tubiba-Tapuia e Gavião-Boa Vista de Monsenhor Tabosa, integraram-se ao movimento indígena organizado no Ceará.
Composto por 380 famílias residentes nos municípios de Caucaia e São Gonçalo do Amarante, este último a antiga Anacetaba, o nome da etnia é uma alusão aos ancestrais que habitavam a região. Atualmente, o povo Anacé vive um período de incerteza, medo e insegurança, devido à ameaça de desapropriação de suas terras tradicionais, iniciada em 1996 com o processo de construção do Complexo Industrial e Portuário do Pecém (CIPP), que prevê a ocupação do seu território para a instalação de uma siderúrgica e de várias outras empresas nacionais e estrangeiras.
Cerca de 90 famílias já foram expulsas da terra tradicional e alojadas em três assentamentos (Novo Torém, Forquilha e Monguba). pretende-se retirar as demais famílias para a conclusão do CIPP. Desta forma, a luta dos Anacé hoje, é pela imediata demarcação das suas terras que além de considerarem sagradas, pois foram ali que viveram seus ancestrais e ainda hoje vivem; são sítios arqueológicos de importante significado para o estudo da ocupação humana e migrações no território que veio a chamar-se Ceará. Vários achados arqueológicos foram feitos pela população indígena, o que contribui para a preservação do território, garantida pea Constituição Federal.
Entre os dias 20 e 23 de setembro de 2007, a comunidade organizou, na aldeia Matões em Caucaia, a I Asssembléia do Povo Indígena Anacé. Contando com a participação de representantes de etnias de todo o Ceará. O encontro teve como tema: Terra e Impacto Ambiental e discutiu os transtornos e os impactos sócio-ambientais causados pelos empreendimentos instalados na terra indígena.
Dentre os principais encaminhamentos da assembléia, citamos: 1) a solicitação de uma audiência pública para discutir a regularização das terras indígenas no Ceará; 2) a anulação das licenças que autorizam a construção de grandes empreendimentos em terras indígenas; 3) a anulação dos decretos de desapropriação de terras e o fechamento dos prostíbulos que funcionam, dentro das comunidades Anacé; 4) a formação de um conselho nacional de políticas indigenistas; 5) A criação de um termo de ajuste de ocnduta que vise a garantir financiamento para reflorestamento das áreas degradadas e 6) a elaboração de um plano de despoluição de rios, lagoas e manguezais.